# Élie Cartan
Élie Joseph Cartan, ForMemRS (tiếng Pháp: [kaʁtɑ̃] sinh ngày 9 tháng 4 năm 1869 - 6 tháng 5 năm 1951) là một nhà toán học người Pháp là những người đã làm công việc cơ bản trong lý thuyết của nhóm Lie và các ứng dựng Hình học cho nhóm. Ông cũng có đóng góp đáng kể cho vật lý toán học, hình học vi phân, phương trình vi phân, lý thuyết nhóm và cơ học lượng tử. Ông được nhiều người coi là một trong những nhà toán học Pháp vĩ đại nhất của thế kỷ XX (20)
Ông đã thành công bảo vệ luận án của mình về các nhóm Lie ở École Normale Supérieure de Paris vào năm 1894. Sự độc đáo và tầm quan trọng của tác phẩm của Cartan chỉ được đánh giá cao bởi vì gần đây vì là một nhà Toán. Do đó, công việc của ông chỉ mới được công nhận gần đây trong cuộc đời của ông. Ông nhận bằng danh dự từ Đại học Harvard năm 1936 và nhiều trường đại học khác. Ông cũng được bầu làm Chủ tịch Viện hàn lâm Khoa học Pháp năm 1946 và là thành viên nước ngoài của Hiệp hội Hoàng gia năm sau đó năm 1947.